# Sarıkamış
Sarıkamış – miasto w Turcji, w prowincji Kars. W 2016 roku liczyło 16 955 mieszkańców.